# Jimmy Johnstone
James Connolly Johnstone, detto Jimmy (Viewpark, 30 settembre 1944 – Uddingston, 13 marzo 2006), è stato un calciatore scozzese, di ruolo attaccante. Legò gran parte della sua carriera al Celtic, con cui si laureò campione d'Europa nel 1967.

## Carriera

### Club

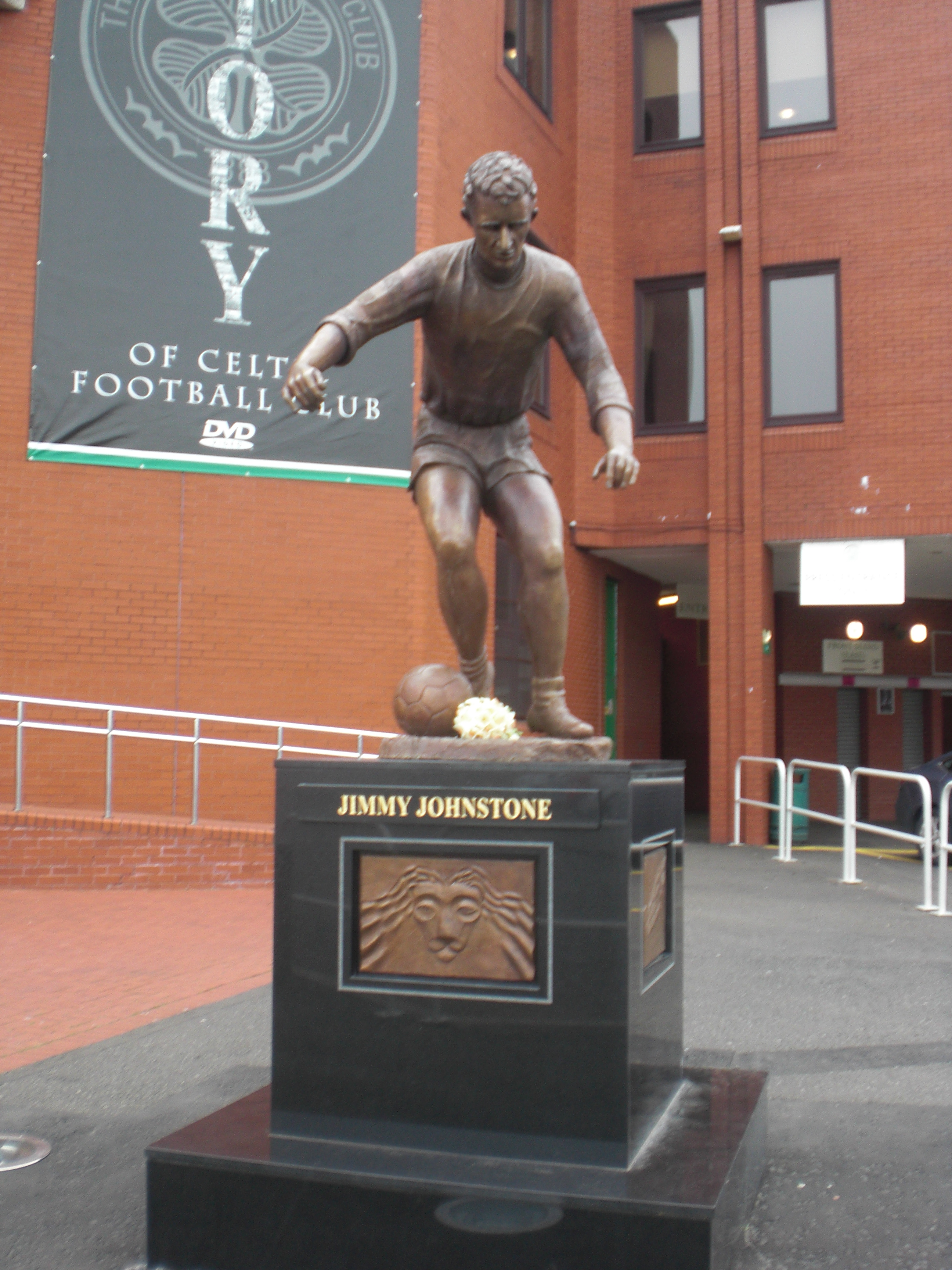
Statua in onore di Jimmy Johnstone all'entrata del Celtic Park.

Fu ala del Celtic dal 1963 al 1975, dopo aver militato nella squadra giovanile del Blantyre, periodo in cui fu convocato per la Nazionale juniores. Ha conquistato la Coppa dei Campioni nel 1967 a Lisbona contro l'Internazionale.
Con il Celtic ha vinto nove campionati scozzesi tra il 1966 e il 1974, e la Scottish Cup nel 1965, 1967, 1969, 1971, 1972, 1974, 1975.
Ha giocato anche per il Dundee, lo Sheffield e lo Shelbourne.

### Nazionale
Debuttò con la maglia blu della Scozia contro il Galles a Cardiff il 3 ottobre 1964. Fu convocato 23 volte e partecipò, senza giocare, ai mondiali del 1974. Conta inoltre 4 gol con la nazionale scozzese.

## Statistiche

### Presenze e reti nei club
| Stagione                | Squadra                 | Campionato              | Campionato | Campionato | Coppe nazionali | Coppe nazionali | Coppe nazionali | Coppe continentali | Coppe continentali | Coppe continentali | Altre coppe | Altre coppe | Altre coppe | Totale | Totale |
| Stagione                | Squadra                 | Comp                    | Pres       | Reti       | Comp            | Pres            | Reti            | Comp               | Pres               | Reti               | Comp        | Pres        | Reti        | Pres   | Reti   |
| ----------------------- | ----------------------- | ----------------------- | ---------- | ---------- | --------------- | --------------- | --------------- | ------------------ | ------------------ | ------------------ | ----------- | ----------- | ----------- | ------ | ------ |
| 1962-1963               | Celtic                  | SFL                     | 4          | 1          | SC+SLC          | 1+0             | 0+0             | -                  | -                  | -                  | -           | -           | -           | 5      | 1      |
| 1963-1964               | Celtic                  | SFL                     | 25         | 6          | SC+SLC          | 4+2             | 2+0             | CdC                | 7                  | 2                  | GC          | 4           | 0           | 42     | 10     |
| 1964-1965               | Celtic                  | SFL                     | 24         | 1          | SC+SLC          | 1+10            | 0+3             | CdF                | 4                  | 0                  | GC          | 1           | 0           | 40     | 4      |
| 1965-1966               | Celtic                  | SFL                     | 32         | 9          | SC+SLC          | 7+8             | 1+1             | CdC                | 7                  | 3                  | -           | -           | -           | 54     | 14     |
| 1966-1967               | Celtic                  | SFL                     | 25         | 13         | SC+SLC          | 5+10            | 0+1             | CC                 | 9                  | 2                  | GC          | 2           | 0           | 51     | 16     |
| 1967-1968               | Celtic                  | SFL                     | 29         | 5          | SC+SLC          | 1+8             | 0+5             | CC                 | 2                  | 0                  | IC+GC       | 3+2         | 0+1         | 45     | 11     |
| 1968-1969               | Celtic                  | SFL                     | 31         | 5          | SC+SLC          | 6+8             | 2+0             | CC                 | 5                  | 2                  | -           | -           | -           | 50     | 9      |
| 1969-1970               | Celtic                  | SFL                     | 27         | 10         | SC+SLC          | 4+6             | 1+0             | CC                 | 9                  | 0                  | -           | -           | -           | 46     | 11     |
| 1970-1971               | Celtic                  | SFL                     | 30         | 8          | SC+SLC          | 8+9             | 2+5             | CC                 | 4                  | 4                  | GC          | 1           | 0           | 52     | 19     |
| 1971-1972               | Celtic                  | SFL                     | 23         | 9          | SC+SLC          | 2+8             | 0+1             | CC                 | 6                  | 0                  | DC          | 1           | 0           | 40     | 10     |
| 1972-1973               | Celtic                  | SFL                     | 22         | 7          | SC+SLC          | 7+7             | 2+1             | CC                 | 3                  | 0                  | DC          | 2           | 3           | 41     | 13     |
| 1973-1974               | Celtic                  | SFL                     | 15         | 3          | SC+SLC          | 2+9             | 1+1             | CC                 | 6                  | 3                  | -           | -           | -           | 32     | 8      |
| 1974-1975               | Celtic                  | SFL                     | 19         | 5          | SC+SLC          | 0+7             | 0+3             | CC                 | 2                  | 0                  | DC          | 3           | 1           | 31     | 9      |
| Totale Celtic           | Totale Celtic           | Totale Celtic           | 306        | 82         |                 | 140             | 32              |                    | 64                 | 16                 |             | 16          | 7           | 529    | 135    |
| 1975                    | San Jose Earthquakes    | ASL                     | 9          | 0          | -               | -               | -               | -                  | -                  | -                  | -           | -           | -           | 9      | 0      |
| 1975-1976               | Sheffield United        | FD                      | 6          | 1          | FACup+CdL       | 1+0             | 0+0             | -                  | -                  | -                  | -           | -           | -           | 7      | 1      |
| 1976-1977               | Sheffield United        | SD                      | 5          | 1          | FACup+CdL       | 0+0             | 0+0             | -                  | -                  | -                  | -           | -           | -           | 5      | 1      |
| Totale Sheffield United | Totale Sheffield United | Totale Sheffield United | 11         | 2          |                 | 1               | 0               |                    |                    |                    |             |             |             | 12     | 2      |
| 1977-1978               | Dundee                  |                         | 3          | 0          | SC+SLC          | 0+0             | 0+0             | -                  | -                  | -                  | -           | -           | -           | 3      | 0      |
| Totale carriera         | Totale carriera         | Totale carriera         | 329        | 84         |                 | 141             | 32              |                    | 64                 | 16                 |             | 16          | 7           | 553    | 137    |

## Palmarès

### Club

#### Competizioni nazionali
- Campionato scozzese: 9

Celtic: 1965-1966, 1966-1967, 1967-1968, 1968-1969, 1969-1970, 1970-1971, 1971-1972, 1972-1973, 1973-1974
- Coppa di Scozia: 7

Celtic: 1964-1965, 1966-1967, 1968-1969, 1970-1971, 1971-1972, 1973-1974, 1974-1975
- Coppa di Lega scozzese: 6

Celtic: 1965-1966, 1966-1967, 1967-1968, 1968-1969, 1969-1970, 1974-1975

#### Competizioni internazionali
- Coppa dei Campioni: 1

Celtic: 1966-1967